# Abrazja (stomatologia)
Abrazja – mechaniczna utrata substancji zęba wskutek tarcia materiałami innymi niż same zęby. Może być powodowana używaniem mocno ściernych past do zębów oraz niepoprawnych technik używania szczoteczek do zębów, noszeniem piercingów w obrębie jamy ustnej (np. piercingów języka) lub np. przy dostawaniu się do jamy ustnej pyłów zawierających kwarc podczas zawodowej ekspozycji w górnictwie.  
Mechaniczna utrata substancji zęba spowodowana tarciem zębów o zęby jest nazywana atrycją. 